# ويلينغتون غونسالفيس
ويلينغتون غونسالفيس (11 أغسطس 1983 بساو باولو في البرازيل - ) هو لاعب كرة قدم برازيلي في مركز الهجوم. لعب مع P.A.E. G.S. Diagoras ‏ وDoxa Drama F.C. ‏ وThrasyvoulos F.C. ‏ ونادي بانيليفسينياكوس ‏ وNiki Volos F.C. ‏ وAgrotikos Asteras F.C. ‏ وAnagennisi Karditsa ‏ وأبولون بونتو ‏.

## وصلات خارجية
- ويلينغتون غونسالفيس على موقع Soccerway.com (الإنجليزية)